# Olio di semi di cotone

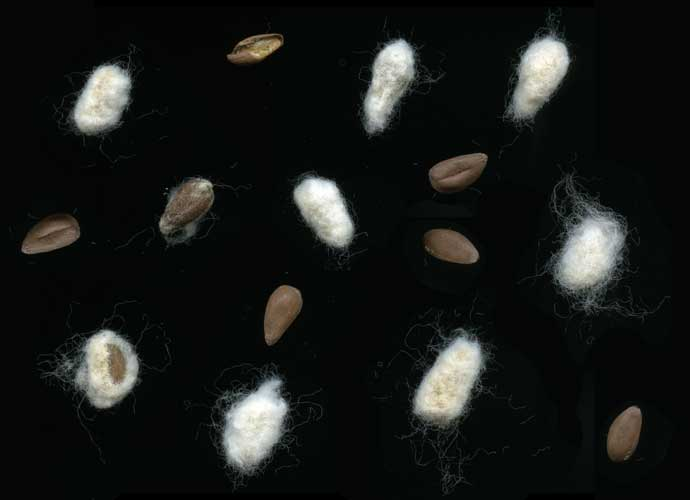
Semi di cotone

L'olio di semi di cotone è un olio vegetale estratto dai semi di piante del genere Gossypium. Le specie più utilizzate sono Gossypium hirsutum e Gossypium herbaceum ma sono utilizzate anche altre specie, sottospecie, cultivar o varietà mutanti coltivate per la produzione del cotone. La produzione dell'olio dai semi si può considerare un sottoprodotto dalla produzione della fibra tessile del cotone, rappresentando un 12% del valore ricavabile dalla coltivazione del cotone.
Il seme, a seconda della specie o della varietà della pianta può contenere dal 15% al 22% di olio. Si tratta di uno dei più economici oli vegetali di produzione industriale ed ha trovato, specie nei paesi produttori, un diffuso utilizzo anche alimentare nonostante l'olio non raffinato sia considerato non edibile.

## Storia

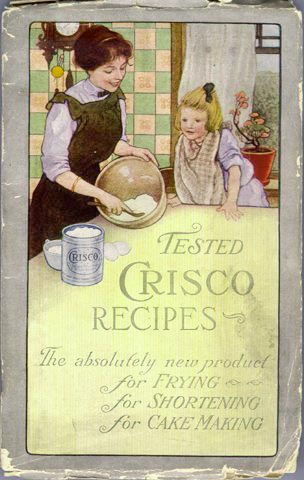
Copertina del libro di cucina Crisco, 1912

Come sottoprodotto della lavorazione della fibra di cotone, il seme era considerato praticamente inutile prima della fine del XIX secolo. Solo una piccola parte dei semi veniva conservata per la semina mentre la maggior parte veniva smaltita come rifiuto. Negli anni 1820 e 1830 l'Europa sperimentò una carenza di grassi e oli a causa della rapida espansione della popolazione durante la rivoluzione industriale e delle guerre napoleoniche.  L'aumento della domanda di grassi e oli, usati anche per l'illuminazione, insieme a una diminuzione dell'offerta, provocò un brusco aumento dei prezzi.  Molti imprenditori statunitensi cercarono di trarre vantaggio dalla crescente domanda europea di oli e dalla sempre più ampia offerta americana di semi di cotone residui della sgranatura. Ma separare la parte oleosa del seme, endosperma,  si rivelò difficile e la maggior parte di queste iniziative, basate su tecniche utilizzate nella produzione dell'olio di lino, fallì nel giro di pochi anni.  Questo problema fu risolto nel 1857, quando William Fee inventò un macchinario, una decorticatrice, che separava efficacemente il mantello, il guscio duro da cui partono le fibre, dal cotiledone oleoso del seme di cotone.  Con questa nuova invenzione, l'olio di semi di cotone iniziò ad essere utilizzato per l'illuminazione nelle lampade al posto dell'olio di balena e dello strutto sempre più costosi. Dal 1860, con l'emergere della produzione petrolifera, l'utilizzo dell'olio di cotone per l'illuminazione andò a scemare.  L'olio che veniva prodotto, oltre che per il colore e sapore acre, non era compatibile con l'utilizzo alimentare soprattutto per la presenza di gossipolo. L'olio di semi di cotone era utilizzato per produrre candele e saponi, ma veniva anche fraudolentamente utilizzato per adulterare grassi alimentari più costosi, al punto che in Italia nel 1883 ne venne bandita l'importazione assieme a quella dell'olio di oliva americano, normalmente adulterato.
Negli USA l'utilizzo dell'olio di cotone per adulterare grassi ed oli era talmente diffuso che nel 1884, quando la Armor and Company , un'azienda americana di confezionamento e lavorazione degli alimenti, cercò di monopolizzare il mercato dello strutto, si rese conto che aveva acquistato più strutto di quanto la popolazione suina esistente avrebbe mai potuto produrne.  Seguì uno scandalo ed un'indagine del Congresso che portò alla approvazione di una legge che regolava l'etichettatura dei prodotti addizionati dall'olio di semi di cotone.
Solo perfezionando i processi di raffinazione alcalina oltre che deodorazione e decolorazione, l'olio di semi di cotone divenne compatibile con l'utilizzo alimentare. Nel 1899 David Wesson, un chimico alimentare, sviluppò l'olio di semi di cotone deodorato, l'olio da cucina Wesson.  La commercializzazione del Wesson Oil fu promossa pesantemente e il prodotto divenne piuttosto popolare.
A causa dei costi sempre più alti dei grassi animali, strutto e simili, grandi gruppi come Procter & Gamble introdussero l'utilizzo alimentare di oli vegetali idrogenati privilegiando l'economico olio di semi di cotone.
Agli inizi del '900 ebbe un enorme successo in USA un prodotto chiamato Crisco da crystallized cotton oil composto sostanzialmente da olio di semi di cotone idrogenato. Con la possibilità di regolarne viscosità e plasticità con il processo di idrogenazione divenne il grasso alimentare più utilizzato negli USA almeno fino alla Seconda guerra mondiale e l'olio di cotone liquido divenne il più utilizzato come condimento negli USA e in UK. La coltivazione di altre piante oleose a maggior resa (soia, girasole) oltre che l'introduzione di limitazioni nell'utilizzo di acidi grassi trans prodotti con il processo di idrogenazione hanno ridotto il potenziale mercato per un suo utilizzo alimentare.  L'olio e la produzione di semi di cotone continuarono a diminuire per tutta la metà e la fine del XX secolo.

## Produzione e utilizzo
| Nazioni maggiori produttrici di olio di semi di cotone nel 2018 | Nazioni maggiori produttrici di olio di semi di cotone nel 2018 |
| Paese                                                           | Produzione (tonnellate)                                         |
| --------------------------------------------------------------- | --------------------------------------------------------------- |
| Cina                                                            | 1.262.000                                                       |
| India                                                           | 1.240.400                                                       |
| Pakistan                                                        | 384.700                                                         |
| Brasile                                                         | 233.921                                                         |
| Stati Uniti                                                     | 225.000                                                         |
| Turchia                                                         | 211.900                                                         |
| Uzbekistan                                                      | 176.291                                                         |
| Australia                                                       | 68.200                                                          |
| Burkina Faso                                                    | 64.257                                                          |
| Malaysia                                                        | 61.600                                                          |

La pianta del cotone è la più grande fonte naturale di fibre per l'industria tessile ed è una delle colture più importanti per l'economia di alcuni paesi.
Per ogni 100 Kg di fibra raccolti, ci sono 160 Kg di semi di cotone di cui solo il 5% è necessario per la risemina.
I semi maturi sono ovoidi marroni oblunghi (5x10mm) del peso di circa un decimo di grammo. Di questo circa il 60% è rappresentato dal cotiledone, il 32% dal mantello e l'8% dal germoglio embrionale. Solo il 20% del seme sono lipidi, mentre, utili per l'alimentazione animale, le proteine sono il 20% e l'amido il 3,5%. Le fibre crescono dal mantello del seme per formare una capsula di lanugine di cotone. La capsula è un frutto protettivo e quando la pianta viene coltivata commercialmente, viene privata del seme mediante sgranatura e la lanugine viene quindi trasformata in fibra di cotone. I semi rappresentano circa il 15% del valore del raccolto e vengono pressati per produrre olio e utilizzati come mangime per ruminanti. Una volta sgranato ( ginning) per la produzione dell'olio il seme deve essere decorticato per rimuovere il residuo guscio duro e peloso (mantello).
Essendo stato il primo e principale olio di semi per uso alimentare per la successiva raffinazione sono stati sviluppati i principali processi utilizzati oggi per la raffinazione anche di altri oli vegetali.
Nonostante l'utilizzo alimentare di altri oli vegetali più economici, l'olio di cotone è rimasto un importante sottoprodotto nella filiera del cotone e particolarmente nel 2018 a fronte di  24 651 687 tonnellate di fibra di cotone sono state prodotte 4 468 909 tonnellate di olio.
L'olio di semi di cotone viene utilizzato come olio per insalata, maionese, condimenti per insalata e prodotti simili a causa della stabilità del suo sapore.
Essendo prodotto con processi di raffinazione alcalina, atti a decolorarlo e deodorarlo quasi completamente, l'olio di cotone ha tipicamente un tenore di acidi grassi liberi molto basso, caratteristica che lo rende idoneo al suo utilizzo per fritture.

## Raffinazione
Una volta che l'olio viene estratto, deve essere elaborato e perfezionato prima di poter essere utilizzato per il consumo, al fine di rimuovere le impurità, compresi gli acidi grassi liberi (FFA), fosfolipidi, pigmenti e composti volatili. La raffinazione richiede cinque passaggi: sgommatura, neutralizzazione, sbiancamento, deodorizzazione e winterizzazione.

### Sgommatura
Sgommatura è il primo passo nel processo di raffinazione per rimuovere i fosfolipidi , gomme, cere e altre impurità dall'olio grezzo. L'olio viene trattato con acqua o acidi diluiti come acido fosforico, che sfrutta il fatto che i fosfolipidi sono attratti da acqua a causa della loro natura anfipatico, e trasforma i lipidi in micelle idratate. Queste gomme sono insolubili in olio e sono quindi separati tramite delle centrifughe dall'olio. Le gomme separati vengono poi essiccate e realizzati in agenti emulsionanti quali lecitina.

### Neutralizzazione
La seconda fase del processo di raffinazione è la separazione degli acidi grassi liberi (FFA) dall'olio attraverso neutralizzazione alcalina. A seconda del tipo di olio in lavorazione, ci possono essere due o tre stadi durante neutralizzazione, dove tre fasi sono fatte per produrre un olio di qualità superiore. Olio di cotone passa attraverso tutte e tre le fasi di neutralizzazione.
Il primo stadio di neutralizzazione avviene quando soda caustica o idrossido di sodio viene aggiunto all'olio dopo essere pompato attraverso un setaccio e riscaldato a 133 °C. La reazione di saponificazione che neutralizza l'olio si verifica quando la miscela viene mescolata.
Durante saponificazione, la carica positiva degli acidi grassi liberi (FFA) reagisce con il gruppo ossidrilico carico negativamente nella soda caustica per formare sapone e glicerina. Questo è noto come soapstock e verrà separata dall'olio.
La seconda fase della neutralizzazione è la ripetizione della prima fase con l'aggiunta di soda caustica in più alla miscela.
La fase finale è un secondo lavaggio con acqua per minimizzare il livello di residui di sapone nella miscela.

### Sbiancamento
La terza fase del processo di raffinazione è la rimozione di eventuali residui di sapone, gomme o pigmenti attraverso sbiancamento. L'agente sbiancante più utilizzato è terra sbiancante, un tipo di argilla di bentonite. Una volta aggiunto l'argilla, la miscela viene agitata, che permette all'argilla di legare i contaminanti nell'olio, sia fisicamente (per esempio forze di Van der Waal) o chimicamente (chemisorbimento). La miscela viene quindi filtrata per rimuovere l'argilla con i contaminanti legati.

### Deodorizzazione
La quarta fase del processo di raffinazione è la deodorizzazione per rimuovere eventuali sostanze volatili. Le molecole vengono distillate mediante vapore ad alta pressione iniettato attraverso un sistema di aspirazione all'interno dell'olio.

### Winterizzazione
La quinta fase del processo di raffinazione è la winterizzazione rimuovere i trigliceridi saturi per evitare che il prodotto solidifichi a basse temperature. L'olio raffinato viene mantenuto in un ambiente fresco dove la temperatura viene mantenuta al di sotto di 5 °C.
Attraverso la winterizzazione, l'olio si separerà in frazioni liquide e solide. La frazione solida viene cristallizzata a causa della presenza di trigliceridi saturi. Le due frazioni vengono quindi separate per filtrazione.

## Caratteristiche chimico fisiche
Le caratteristiche chimico fisiche degli oli vegetali possono variare in funzione del processo di raffinazione.
I valori standard dell'olio di semi di cotone non raffinato sono:
| Caratteristiche chimico fisiche dell'olio di semi di cotone non raffinato | Caratteristiche chimico fisiche dell'olio di semi di cotone non raffinato |
| ------------------------------------------------------------------------- | ------------------------------------------------------------------------- |
| Densità relativa                                                          | 0,918-0,926 (x=20 °C)                                                     |
| indice di rifrazione                                                      | 1.458-1.466                                                               |
| numero di saponificazione                                                 | 189-198                                                                   |
| numero di iodio                                                           | 100-123                                                                   |

## Composizione
In tutti gli oli vegetali la composizione può variare in funzione della cultivar, delle condizioni ambientali, della raccolta e della lavorazione. 
L'olio di semi di cotone è composto prevalentemente da trigliceridi con la seguente distribuzione tipica di acidi grassi, come indicato nel Codex Alimentarius.
| Composizione tipica dell'olio di semi di cotone | Composizione tipica dell'olio di semi di cotone | Composizione tipica dell'olio di semi di cotone |
| ----------------------------------------------- | ----------------------------------------------- | ----------------------------------------------- |
| acido grasso                                    | Notazione Delta                                 | concentrazione (min-max)%                       |
| acido laurico                                   | 12:0                                            | ND-0,2                                          |
| acido miristico                                 | 14:0                                            | 0.6-1.0                                         |
| acido palmitico                                 | 16:0                                            | 21.4-26.4                                       |
| acido palmitoleico                              | 16:1Δ9c                                         | ND-1.2                                          |
| acido margarico                                 | 17:0                                            | ND-0.1                                          |
| acido eptadecenoico                             | 17:1Δ10c                                        | ND-0.1                                          |
| acido stearico                                  | 18:0                                            | 2.1-3.3                                         |
| acido oleico                                    | 18:1Δ9c                                         | 14.7-21.7                                       |
| acido linoleico                                 | 18:2Δ9c,12c                                     | 46.7-58.2                                       |
| acido α-linolenico                              | 18:3Δ9c,12c,15c                                 | ND-0.4                                          |
| acido arachico                                  | 20:0                                            | 0.2-0.5                                         |
| acido gadoleico                                 | 20:1Δ11c                                        | ND-0.1                                          |
| acido eicosadienoico                            | 20:2Δ11c,14c                                    | ND-0.1                                          |
| acido beenico                                   | 22:0                                            | ND-0.6                                          |
| acido erucico                                   | 22:1Δ13c                                        | ND-0.3                                          |
| acido docosadienoico                            | 22:2Δ13c,16c                                    | ND-0.1                                          |
| acido lignocerico                               | 24:0                                            | ND-0.1                                          |
| Legenda: ND, Non Determinato o ≤0,05%           |                                                 |                                                 |

Mentre il rapporto tra acido oleico e acido linoleico è tipicamente 1/2,5 tra le tante varietà e cultivar di cotone sviluppate, anche in certi casi con tecniche di ingegneria genetica, alcune classificate come ad alto oleico producono un olio di cotone con un rapporto oleico/linoleico pari a 2. La pianta del cotone è una di quelle di cui sono state più diffuse e coltivate varietà mutanti e OGM.
Come gli oli estratti da altre malvaceae, l'olio di semi di cotone tipicamente contiene anche acidi grassi ciclopropenici a concentrazioni relativamente basse ( ≤ 2%). Il loro tenore, come quello del gossipolo viene estremamente ridotto con i processi di raffinazione e idrogenazione. L'alto grado di raffinazione produce oli con alto punto di fumo che nell'olio di semi di cotone può superare i 220 °C. 
L'alta concentrazione di acidi grassi saturi, oltre il 25%, lo rende relativamente resistente all'ossidazione e adatto alla produzione di margarine con processi di idrogenazione.
Dall'olio di semi di cotone si può separare per invernalizzazione una stearina con punto di fusione oltre 30 °C, solida a temperatura ambiente e senza grassi idrogenati.
| concentrazione di tocoli rilevata su oli non raffinati | concentrazione di tocoli rilevata su oli non raffinati |
| Sostanza                                               | mg/kg                                                  |
| ------------------------------------------------------ | ------------------------------------------------------ |
| Tocoli totali                                          | 380-1200                                               |
| Alfa-tocoferolo                                        | 136-674                                                |
| Beta-tocoferolo                                        | ND-29                                                  |
| Gamma-tocoferolo                                       | 138-746                                                |
| Delta-tocoferolo                                       | ND-21                                                  |
| Alfa-tocotrienolo                                      | ND                                                     |
| Gamma-tocotrienolo                                     | ND                                                     |
| Delta-tocotrienolo                                     | ND                                                     |
| Legenda: ND,= Non Determinato                          |                                                        |

| distribuzione steroli rilevata su oli non raffinati steroli totali = 2700–6400 mg/kg. | distribuzione steroli rilevata su oli non raffinati steroli totali = 2700–6400 mg/kg. |
| Sostanza                                                                              | % sul totale degli steroli                                                            |
| ------------------------------------------------------------------------------------- | ------------------------------------------------------------------------------------- |
| Colesterolo                                                                           | 0.7-2.3                                                                               |
| Brassicasterolo                                                                       | 0.1-0.3                                                                               |
| Campesterolo                                                                          | 6.4-14.5                                                                              |
| Stigmasterolo                                                                         | 2.1-6.8                                                                               |
| Β-sitosterolo                                                                         | 76.0-87.1                                                                             |
| Delta-5-avenasterolo                                                                  | 1.8-7.3                                                                               |
| Delta-7-stigmastenolo                                                                 | ND-1.4                                                                                |
| Delta-7-avenasterolo                                                                  | 0.8-3.3                                                                               |
| altri steroli                                                                         | ND-1.5                                                                                |
| Legenda: ND, Non Determinato o ≤0,05%                                                 |                                                                                       |

## Altri utilizzi
In agricoltura ed orticoltura, la tossicità dell'olio di semi di cotone non raffinato può essere sfruttata per il controllo delle infestazioni da insetti.
Molte ricerche sono state condotte per valutare il suo utilizzo come carburante alternativo o biodiesel.